# Рябоконівська сільська рада (Арбузинський район)
Рябоко́нівська сільська́ ра́да — орган місцевого самоврядування в Арбузинському районі Миколаївської області. Адміністративний центр — село Рябоконеве.

## Загальні відомості
- Територія ради: 38,549 км²
- Населення ради: 476 осіб (станом на 2001 рік)
- Територією ради протікає річка Корабельна.

## Населені пункти
Сільській раді підпорядковані населені пункти:
- с. Рябоконеве

## Склад ради
Рада складається з 12 депутатів та голови.
- Голова ради: Халупенко Валентина Василівна
- Секретар ради: Середенко Наталія Костянтинівна

### Керівний склад попередніх скликань
| ПІБ                           | Основні відомості                                                         | Дата обрання | Дата звільнення |
| ----------------------------- | ------------------------------------------------------------------------- | ------------ | --------------- |
| Халупенко Валентина Василівна | Сільський голова, 1961 року народження, освіта вища, позапартійна         | 26.03.2006   | 31.10.2010      |
| Халупенко Валентина Василівна | Сільський голова, 1961 року народження, освіта вища, член Народної партії | 31.10.2010   |                 |

Примітка: таблиця складена за даними джерела